# Остін Клепп
Остін Клепп (англ. Austin Clapp, 8 листопада 1910 — 22 грудня 1971) — американський плавець і ватерполіст.
Олімпійський чемпіон 1928 року, призер 1932 року.